# 大友さゆり
大友 さゆり（おおとも さゆり、1987年8月19日 - ）は日本のタレント、グラビアアイドル、レースクイーン。愛知県出身。イー・コンセプト（ジャパン・ミュージックエンターテインメント系列）所属。
兄はニュースタッフエージェンシー所属のピン芸人「早川スイッチ」。日本大学芸術学部放送学科アナウンス専攻卒業。

## 略歴
2006年、小学館・週刊ヤングサンデー『YS乙女学院 ミス1学期』に選出され、以後多くのグラビアを飾る。テレビ東京系『やりすぎコージー』ではやりすぎガールの3代目～8代目を歴任。
2010年3月、ワンエイトプロモーションからイー・コンセプトに所属事務所を移籍。
2011年12月31日、イー・コンセプトからの卒業を発表。
2012年3月、語学と芝居を学ぶため、ニューヨークに留学する事を発表した。

## 出演

### テレビ番組
- 水着少女（テレビ東京）
- やりすぎコージー（テレビ東京）3代目〜8代目やりすぎガール
- ひみchu!クラブ（CS日本）
- イノセントデイズ（スカパーエンタ371ch.）
- グラドル女学院（第二期生）（2006年11月23日 - 2007年1月11日、BSフジ）
- ナイナイクリスマス!!ブチ抜き4時間生放送日本国民1億3千万がきよしこの夜しあわせにな～れスペシャル!!（2006年12月24日、TBS）
- Campus Link（2007年2月23日、TOKYO MX）
- 明石家さんちゃんねる（2007年3月7日、TBS）
- ぶっコギ!（2007年3月21日、日本テレビ）
- ABCヴィーナスバトル（2007年3月30日、ABC）
この番組でエステーイメージガールに選出される。
- ジャイケルマクソン（2007年9月12日、毎日放送）
- オビラジR（2007年10月8日 - 2008年3月20日 TBS）
- 幹事さまぁ～ず 女だらけの大新年会（生）アイドルいちご祭り2008（2008年1月1日）
- 大笑点2008（2008年1月1日、日本テレビ）
- ランク王国 ね年チューチューキスSP（2008年1月6日、TBS）
- ランク王国（2008年1月20日、TBS）
- 志村けんのだいじょうぶだぁII（2008年1月24日、フジテレビ）
- ゴッドタン（2008年2月14日,21日、テレビ東京）
- 銀玉王（2008年3月7日、サンテレビ）
- メルヘンプロダクション（2008年4月16日 - 2008年10月8日、奈良テレビ、三重テレビ）
- シックスハンター（2008年4月25日 - 2009年3月27日、テレビ愛知）
- 神さまぁ〜ず（2008年6月3日、TBS）
- アイドル@deep（2009年1月16日 - 2009年6月26日、テレビ神奈川） レギュラー
- ゴッドタン（2009年1月21日, 3月4日、テレビ東京）
- 熱血!!ゴルフ女子部（2009年4月2日 - 2009年9月31日[要検証 – ノート]、テレビ朝日）
- 誘惑のマーメイド（MONDO21）
- ガチスロ（2009年7月1日 - 、岐阜放送、奈良テレビ、テレビ埼玉）
- キカナイト（2011年8月16日、フジテレビ）

### テレビドラマ
- 電車男（2005年、フジテレビ）
- おかわり飯蔵（2007年1月28日、テレビ東京）
- 受験の神様（2007年9月1日、日本テレビ）
- ガリレオΦ（2008年10月4日、フジテレビ）
- 月の恋人〜Moon Lovers〜（2010年6月14日、フジテレビ）
- 霊能力者 小田霧響子の嘘（2010年11月7日、テレビ朝日）

### 映画
- HEY JAPANESE! Do you believe PEACE,LOVE and UNDERSTANDING? 2008 2008年、イマドキジャパニーズよ。愛と平和と理解を信じるかい?（2008年、村松亮太郎監督、ネイキッド）
- 宇宙で1番ワガママな星（2010年、伊東寛晃監督、テレビ朝日/吉本興業）
- アバター（2011年、和田篤司監督、アバター製作委員会）

### 舞台
- 「海冥の城 白の姫君」（2009年、amipro/KENプロデュース）
- 「今夜はお鍋」（2010年、劇団天然工房）
- 「シブヤ×アキバ」（2010年、space shuttle show）
- 「ゼロイチ」（2010年、劇団K助）
- 「EVE～歴史の傍観者～」（2010年、amipro）
- 「ビキニも夢見る白い部屋 2011ver」（2011年、KENプロデュース）

### イメージガール
- 全日本GT選手権 プロジェクトμB-1マッハ号GT「マッハクイーン」（2004年）
- エステー イメージガール（2007年）

## 作品

### Video&DVD
- 十七のとき--season diary（2004年12月、ぶんか社）
- IDOL UNDERGROUND（2005年2月、ユニバーサルミュージック）
- アイドル解体新書 私の取説 FILE.13 大友さゆり（2006年9月、ベガファクトリー）
- 大友さゆり さゆりです！アロハロハ（2007年1月、ガールズレコード）
- グラドル女学院 未公開お宝映像集9～大友さゆり&八代みなせSP～（2007年4月、BSフジ）
- 極上アイドル!!／大友さゆり（2007年5月、イーネットフロンティア）
- 二十歳の微笑み（2007年9月、リバプール）
- さゆりのまんなか（2008年1月、アクアハウス）[2]
- caffe latte（2008年2月、リバプール） - （辰巳奈都子とコラボ）
- Honey（2008年6月、ラインコミュニケーションズ）
- さぷり（2009年9月、竹書房）
- 恋人ヌード（2009年12月19日、晋遊舎）

### 写真集
- FIRST KISS（2007年1月、彩文館出版、撮影：木村智哉）ISBN 978-4775601754
- さゆりのまんなか（2008年1月24日、アクアハウス、撮影：福澤卓弥）ISBN 978-4860461119